# 福尔日 (曼恩-卢瓦尔省)
福尔日（法語：Forges，法語：[fɔʁʒ] ⓘ）是法国曼恩-卢瓦尔省的一个旧市镇，属于索米尔区。2016年12月30日，福尔日和相邻的7个市镇合并为新市镇安茹地区杜埃（Doué-en-Anjou）。

## 地理
福尔日（47°13'8"N, 0°14'40"W）面积9.01 平方千米，位于法国卢瓦尔河地区大区曼恩-卢瓦尔省，该省份为法国西部内陆省份，大致对应安茹地区，北起顺时针与马耶讷省、萨尔特省、安德尔-卢瓦尔省、维埃纳省、德塞夫勒省、旺代省、大西洋卢瓦尔省和伊勒-维莱讷省接壤。
与福尔日接壤的市镇（或旧市镇、城区）包括：锡宰拉马德莱娜、代讷泽苏杜埃、杜埃拉方丹、梅涅、蒙福尔、莱叙尔姆。

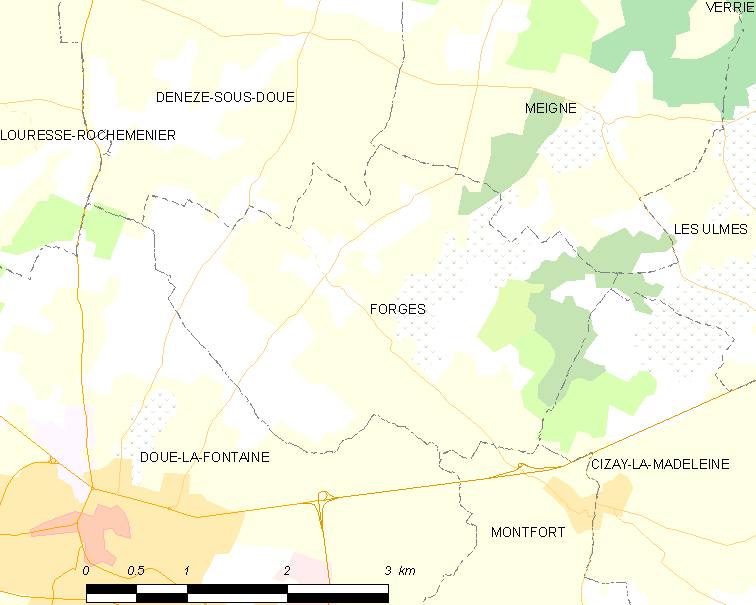
的OSM定位图

福尔日的时区为UTC+01:00、UTC+02:00（夏令时）。

## 行政
福尔日的邮政编码为49700，INSEE市镇编码为49141。

## 政治
福尔日所属的省级选区为安茹地区杜埃县。

## 人口

1962-2008年间人口变化图示

福尔日于2018年1月1日时的人口数量为312人。